# Zinder
Zinder város Niger déli részén, a fővárostól, Niameytől 860 km-re keletre és a nigériai Kanótól 240 km-re északra. Lakossága 2012-ben kb. 256 ezer fő volt.
Fallal körülvett kereskedőváros, a Szaharát átszelő, fontos út déli végénél. Az ország egykori fővárosa, 1926-ig.
Ma főleg földimogyoróval, bőráruval, nyersbőrrel, takarókkal kereskednek itt. A többségében muzulmán lakói szoros kereskedelmet és családi kapcsolatokat ápolnak a nigériai Kanoval.
A városban sikátorok kanyarognak sűrű összevisszaságban. Fő nevezetességei az 1860-ban épült egykori szultáni palota, továbbá a mecset és a francia gyarmati időkből származó erődje.
Repülőtere, egyeteme van.
Híres látnivalók a hagyományos hausza házak, a régi negyed a labirintusszerű sikátoraival, a Birni régi erődítményének maradványai, a Palais du Sultan hírhedt börtöne és a klasszikus francia erőd.
Zinder valamikor pihenőhely volt a tevék számára a régi dél-szaharai útvonalon. Majd  menedékhellyé vált a 17. századi véres konfliktusoktól menekülő hausza és kanouri nemzetiségek számára. Később a hatalmas Damagaram fővárosává vált. Felvirágoztatta a mezőgazdaságot, majd a rabszolga-kereskedelem felé fordult.

## Látnivalók
Keskeny sikátorok a Birni régi erődített negyedben, az erődtől délre. A régi banco (agyagtégla) házak labirintusai, amelyek közül néhány színesen festett geometriai mintázattal rendelkezik, és a létező legjobb hausza építészetet ábrázolja – Nigériában sem látható ilyen jól megőrzött épület. A negyed déli részén még mindig áll egy birni masszív, eredeti erődített falfestés.
Palais du Sultan: 
Az eredetileg a 19. század közepén épült Palais du Sultan otthont ad a 23. szultánnak, Elhadj Mamadou Moustaphának, három feleségével és 23 gyermekével – közelükben látható néhány őr az élénk piros és zöld egyenruhájukban.

## Fordítás
Ez a szócikk részben vagy egészben  a   Zinder című angol Wikipédia-szócikk fordításán alapul.  Az eredeti cikk szerkesztőit annak laptörténete sorolja fel. Ez a jelzés csupán a megfogalmazás eredetét és a szerzői jogokat jelzi, nem szolgál a cikkben szereplő információk forrásmegjelöléseként.